# Army of Lovers
Army of Lovers – szwedzki zespół muzyczny wykonujący muzykę popową. Nazwa formacji została zaczerpnięta z filmu Armee der Liebenden, którego tytuł nawiązuje do Świętego Zastępu.

## Historia
Camilla Henemark, Jean-Pierre Barda, Alexander Bard i Jasmina Chantal po raz pierwszy spotkali się w 1987 na imprezie w dyskotece „Zanzibar” w Sztokholmie. Wkrótce zdecydowali się na współpracę. Początkowo nosili nazwę Barbie, która nawiązywała do pseudonimu artystycznego Barda, wówczas występującego jako drag queen. Swój pierwszy koncert dali w klubie „Zanzibar”.
Po odejściu La Camilli z zespołu w 1991 w grupie występowała Michaela Dornonville de la Cour. W 1992 do składu dołączyła Dominika Peczynski, a w 1995 wróciła La Camilla, tym samym de la Cour zrezygnowała ze współpracy. 
Zespół do 2001 wydał dziewięć płyt i kilkadziesiąt singli, z których najwyżej na listach przebojów notowany był utwór „Crucified”. W 2013 grupa reaktywowała się na potrzeby udziału w programie Melodifestivalen 2013, w którym uczestniczyła z utworem „Rockin' the Ride”. 25 sierpnia 2013 roku zespół wystąpił podczas koncertu Lata Zet i Dwójki w Uniejowie.
W listopadzie 2023 zespół powrócił albumem Sexodus, na 2024 rok planowane jest też tournee.

## Dyskografia
- 1990 – Disco Extravaganza
- 1991 – Army Of Lovers (Disco Extravaganza US Edition)
- 1991 – Massive Luxury Overdose
- 1992 – Massive Luxury Overdose (US Edition)
- 1993 – The Gods of Earth and Heaven
- 1994 – Glory, Glamour and Gold
- 1995 – Les Greatest Hits
- 1996 – Les Greatest Hits (UK Edition)
- 2001 – Le Grand Docu-Soap
- 2001 – Le Remixed Docu-Soap
- 2013 – Big Battle of Egos
- 2013 – Scandinavian Crime EP
- 2023 – Sexodus

### Single
- 1988 – When the Night is Cold
- 1988 – Love Me like a Loaded Gun
- 1989 – Baby's Got a Neutron Bomb
- 1990 – My Army of Lovers
- 1990 – Ride the Bullet
- 1990 – Supernatural
- 1991 – Crucified
- 1991 – Obsession
- 1991 – Candyman Messiah
- 1992 – Ride the Bullet
- 1992 – Judgement Day
- 1993 – Israelism
- 1993 – I Am
- 1993 – La Plage de Saint Tropez
- 1994 – Sexual Revolution
- 1994 – Lit de Parade
- 1995 – Give My Life
- 1995 – Life Is Fantastic
- 1995 – Venus & Mars
- 1996 – King Midas
- 2001 – Hands Up
- 2001 – Let the Sunshine In
- 2013 – Rockin the Ride
- 2013 – Signed On My Tattoo
- 2013 – Crucified 2013
- 2014 – People Are Lonely